# Raidul de la Dieppe
Raidul de la Dieppe, cunoscut și ca Bătălia de la Dieppe, Operațiunea Rutter și mai târziu ca Operațiunea Jubilee, a fost un atac aliat din timpul celei de-a doua conflagrații mondiale împotriva portului francez Dieppe aflat sub ocupație germană. Raidul a avut loc pe țărmul de nord al Franței pe 19 august 1942. Atacul a început la ora 5:00, iar la 10:50 comandourile aliate au fost forțate să înceapă retragerea. La atac au participat peste 6.000 de infanteriști, în cea mai mare parte canadieni, sprijiniți de un regiment canadian de blindate, un corp al infanteriștilor marini britanici și câteva grupuri de debarcare ale Royal Air Force.
Obiectivele atacului vizau demonstrarea capacității de cucerire și păstrare a controlului asupra unui port inamic pentru o scurtă perioadă de timp, dar și culegerea de informații despre inamic – prin interogarea prizonierilor, cucerirea unui centru de spionaj maritim din oraș și a unei instalații radar de pe un deal din apropiere și capturarea de materiale militare. Deși obiectivul principal nu a fost îndeplinit, iar cele secundare au fost îndeplinite parțial, au fost adunate o serie de informații cu privire la capacitatea de reacție a germanilor. Militarii aliați au încercat în timpul retragerii să distrugă instalațiile apărării de coastă germane, structurile portuare și o serie de clădiri strategice. Datorită faptului că aliații nu au reușit să obțină un control ferm asupra orașului Dieppe, aceste ultime obiective nu au fost atinse în cea mai mare parte. Alte obiective importante ale raidului au fost ridicarea moralului trupelor, a rezistenței franceze, a opiniei publice, dar și demonstrarea hotărârii Regatului Unit și al SUA pentru deschiderea celui de-al doilea front european. Deschiderea acestui de-al doilea front era o obligație pe care și-o asumaseră aliații occidentali în fața Uniunii Sovietice și urmărea scăderea presiunii germane asupra Frontului de Răsărit. Nici acest ultim obiectiv nu a fost îndeplinit și a demonstrat că armatele americană și britanică nu sunt capabile să desfășoare o debarcare încununată de succes în Franța, cel puțin nu în viitorul imediat.
Un număr de 3.623 de militari aliați care au debarcat (dintr-un total de 6.086, adică aproape 60 %) au fost fie uciși, răniți sau au căzut prizonieri. Royal Air Force nu a reușit să atragă Luftwaffe într-o bătălie aeriană deschisă și a pierdut în schimb 96 de avioane (cel puțin 32 victime ale apărării antiaeriene sau ale accidentelor). În același timp, Luftwaffe a pierdut doar 48 de aparate de zbor, Royal Navy a pierdut 33 de vase de debarcare și un distrugător. Experiența de la Dieppe a influențat preparativele pentru debarcările din Africa de nord franceză (Operațiunea Torța) și Normandia (Operațiunea Overlord).

## Cadru general
Obiectivele raidului au fost prezentate după război de Winston Churchill în memoriile sale de război. El declara că a considerat că era foarte important să declanșeze o operațiune la scară mare în vara anului 1942, în condițiile în care responsabilii militari cereau organizarea unei asemenea operațiuni mai înainte ca generalii să își asume răspunderea planificării invaziei principale. În discuțiile cu amiralul Mountbatten, în condiții strict secrete, s-au pus bazele raidului de la Dieppe, după obținerea acordului autorităților canadiene. 
Imediat după înfrângerea trupelor aliate în Bătălia de la Dunkerque și evacuarea evacuarea corpului expediționar britanic din mai 1940, britanicii au început să dezvolte forțe de comando sub comanda Combined Operations Headquarters. Odată cu acestea au fost dezvoltate tehnici și echipamente pentru războiul amfibiu.
La sfârșitul anului 1941 a fost pus la punct un plan pentru debarcarea a 12 divizii în jurul portului Le Havre, dată fiind retragerea unor trupe germane din zonă trimise pe Frontul de Răsărit. Acest plan, care a primit numele Operațiunea Rutter, trebuia să fie un test pentru capacitatea aliaților de capturare a unui port inamic, investigarea problemelor operațiunilor flotei de invazie și testarea echipamentelor și tehnicilor de asalt.
Dieppe, un oraș de coastă din departamentul francez Seine-Maritime, se întinde pe o faleză de-a lungul Canalului Mânecii. Râul Scie curge în vestul orașului și Râul Arques traversează Dieppe, după care se varsă într-un liman de dimensiuni medii. Germanii demolaseră până în 1942 mai multe clădiri din apropierea mării pentru a facilita apărarea după amplasarea a două baterii de artilerie la Berneval-le-Grand și Varengeville. Unul dintre motivele importante pentru alegerea orașului Dieppe era acela că se afla în raza de acțiune a avioanelor de vânătoare RAF.
Pe de altă parte, guvernul sovietic exercita presiuni uriașe asupra aliaților occidentali pentru deschiderea celui de-al doilea front european. La începutul anului 1942 era clar pentru toată lumea că Operațiunea Barbarossa declanșată de Wehrmacht eșuase în încercarea de îngenunchere rapidă a URSS. Totuși, Germania Nazistă a păstrat inițiativa strategică și, în vara aceluiași an, a lansat o ofensivă în adâncimea teritoriului de sud al Uniunii Sovietice, spre Stalingrad. Stalin în persoană a cerut cu insistență aliaților săi să creeze un al doilea front în Franța pentru a-i forța pe germani să mute în apus până la 40 de divizii, reducând astfel presiunea asupra Armatei Roșii.

### Careul de cuvinte încrucișate dinDaily Telegraph
Pe 17 august 1942 a apărut în ziarul Daily Telegraph un careu de cuvinte încrucișate al autorului Leonard Dawe în care apărea definiția „French port (6)”, cu rezolvarea „Dieppe”. Rezolvarea a apărut în numărul din 18 august. Pe 19 august a avut loc raidul de la Dieppe. Responsabilii militari l-au suspectat pe Dawe că ar fi transmis informații secrete inamicului și i-a cerut lui John Buchan, ofițer superior canadian de contrainformații, să cerceteze cazul. John Buchan avea să noteze că în acest caz, în care se implicase și MI5, nu fusese decât o coincidență remarcabilă.
O coincidență asemănătoare a apărut într-o serie de careuri de cuvinte încrucișate ale aceluiași autor din mai 1944, în plin proces de pregătire a debarcării din Ziua Z. Diferiți termeni asociați cu Operațiunea Overlord („Overlord”, „Utah”, „Juno”, „Sword”, „Gold” și „Mulberry”) au apărut în careurile de cuvinte încrucișate publicate în Daily Telegraph. O nouă investigație a MI5 a ajuns la concluzia că a fost vorba de o serie de coincidențe remarcabile.

## Planul de operațiuni
Raidul de la Dieppe a fost o operațiune amplă planificată de amiralul Mountbatten din cadrul Combined Operations Headquarters. Forțele atacatoare aveau să fie formate din aproximativ 5.000 de canadieni, 1.000 de britanici și 50 de americani.
Inițial, operațiunea fusese concepută în aprilie 1942 de Combined Operations Headquarters și primise numele de cod Rutter. Aliații plănuiseră să efectueze un raid masiv al unei divizii asupra unui port francez aflat sub ocupație germană de pe malul Canalului Mânecii și să păstreze controlul asupra acestuia cel puțin pe timpul a două maree. Militarii aliați urmau să producă cele mai mari distrugeri cu putință obiectivelor inamice mai înainte să se retragă. Acest prim plan a fost aprobat de șefii statelor majore în mai 1942. Planul prevedea un atac efectuat de parașutiștii britanici împotriva bateriilor de artilerie inamice și un atac frontal amfibiu efectuat de canadieni. Mai târziu, operațiunea aeropurtată a fost anulată și a fost înlocuită cu atacul amfibiu a două comandouri britanice, care urmau să neutralizeze bateriile de artilerie.

### Atacul amfibiu
Guvernul canadian a exercitat presiuni pentru implicarea trupelor sale în acțiune. A fost selectată în aceste condiții Divizia a 2-a de infanterie canadiană de sub comanda generalului John Hamilton Roberts pentru efectuarea atacului principal. Planul presupunea un atac frontal de infanterie, fără o pregătire preliminară de artilerie sau bombardament aerian. Absența unui bombardament de artilerie sau a unuia aerian a fost unul dintre principalele motive care au fost invocate pentru explicarea eșecului operațiunii. Este de presupus că responsabilii militari britanici și canadieni nu au planificat un bombardament aerian sau naval pentru limitarea pierderilor din rândurile populației civile din orașul-port. Planificatorii raidului de la Dieppe s-au temut că pierderile de vieți omenești din rândurile civililor francezi ar fi iritat mai mult guvernul de la Vichy, în condițiile în care aliații aveau în plan și declanșarea Operațiunii Torch peste aproximativ trei luni. Există relatări conform cărora generalul Roberts, comandantul raidului, s-a opus bombardamentelor care ar fi făcut imposibilă deplasarea pe străzile orașului, încetinind viteza atacului după cucerirea și părăsirea plajelor.
Debarcările de la Dieppe au fost planificate să se desfășoare pe șase plaje, dintre care patru în fața orașului și câte una pe flancul vestic, respectiv estic. De la est la vest, plajele au primit numele de cod Yellow (Galben), Blue (Albastru), Red (roșu), White (Alb), Green (Verde) și Orange (Portocaliu). „Regimentul Regal Canadian” avea să debarce pe plaja Blue, „Regimentul South Saskatchewan” și „Queen's Own Cameron Highlanders of Canada” urmau să debarce pe plaja Green. Forța principală de atac – „Regimentul Regal de Infanterie Ușoară Hamilton”, „Regimentul Scoțian Essex”, „Les Fusiliers Mont-Royal”, „Regimentul de Tancuri Calgary” și un comando al infanteriștilor marini – urma să debarce pe plajele Red și White.

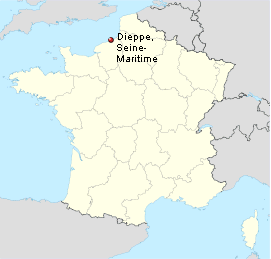
Locaizarea orașului Dieppe

Regimentul al 14-lea de tancuri Calgary asigura sprijinul infanteriei cu 58 de blindate noi „Churchill”, care trebuiau debarcate cu ajutorul ultimei invenții în domeniu, vasul de debarcare (Landing Craft Tank). Tancurile erau dotate cu tunuri de calibrul 40 mm sau 57 mm și erau echipate astfel încât să poată opera în apele puțin adânci din apropierea plajelor. În plus, trei tancuri erau echipate cu aruncătoare de flăcări.

### Sprijinul naval și aerian
Royal Navy avea să folosească 237 de vase de luptă și vase de debarcare. Debarcarea avea să fie sprijinită cu focul artileriei navale a șase distrugătoare dotate cu tunuri de 4 inci. Primul Lord al Amiralității Dudley Pound a încercat să evite punerea în pericol a unor vase importante, care să fie atacate de aviația germană.
Royal Air Force trebuia să sprijine atacul cu 74 escadrile, dintre care 66 erau formate din avioane de vânătoare.

### Serviciile de informații
Serviciile de informații au obținut puține date despre zona de acțiune. Pe malurile înalte se aflau poziții îngropate ale artileriei germane, care nu au fost descoperite de cei care au studiat fotografiile obținute de avioanele de recunoaștere. Planificatorii militari au evaluat înclinarea plajelor și capacitatea de manevră a tancurilor prin studierea unor fotografii vechi de vacanță. Toate acestea au dus la subestimarea capacităților defensive germane și a capacității de deplasare a propriilor trupe pe teren. În planurile Operațiunii Rutter (care nu a fost niciodată executată, dar a devenit baza Operațiunii Jubilee) se afirma că „rapoartele serviciilor de informații indică faptul că Dieppe nu este înarmat puternic și că plajele și vecinătățile sunt adecvate pentru debarcarea infanteriei și, de asemenea, a vehiculelor blindate de luptă.”

## Forțele germane

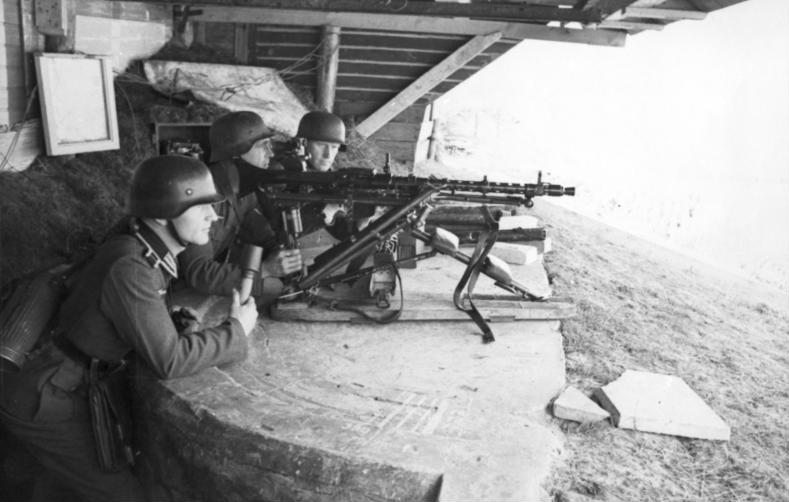
Cuib german de mitralieră dotat cu MG34

Forțele germane de la Dieppe se aflau în stare de alarmă după ce fuseseră prevenite de agenții dubli francezi cu privire la interesul britanicilor pentru regiune. De asemenea, germanii detectaseră creșterea traficului radio și a concentrării de vase de debarcare în porturile din zona sudică a Angliei.
Dieppe și falezele sale erau bine apărate. O garnizoană de 1.500 de oameni (infanterie, geniu și artilerie de câmp și antitanc) apăra toate posibilele zone de debarcare. Orașul și portul erau bine apărate de cuiburi de mitralieră, artilerie de câmp și mortiere, concentrate pe rutele de acces spre oraș (în special în peșterile din faleză), iar spatele frontului era asigurat cu rezerve consistente. Apărătorii aveau poziții defensive nu doar în oraș, dar și pe dealurile de pe care puteau fi supravegheate plajele. Infanteria germană asigura de asemenea apărarea stației radar de lângă Pourville și a bateriilor de artilerie de coastă de la Varengeville și Berneval.
Luftwaffe avea în zonă 200 avioane de vânătoare (în principal Focke-Wulf Fw 190) și aproximativ 100 de bombardiere (în principal Dornier Do 217).

## Debarcările inițiale
Flota aliată a părăsit porturile din sudul Angliei în noaptea de 18 august 1942. Canadienii au plecat din Newhaven. Forța navală era reprezentată de opt distrugătoare, vedete rapide de escortă a vaselor de debarcare și a vaselor lansatoare de grenade antisubmarin. Convoiul de nave era precedat de dragoare de mine, care să curețe ruta prin Canalul Mânecii.
Primele debarcări au început la 4:50 în dimineața zilei de 19 august. Militarii aliați au atacat cele două baterii de pe flancurile principalei zone de debarcare. Au fost atacate Varengeville de către comandoul britanic nr. 3, Pourville de către Regimentele South Saskatchewan și Queen's Own Cameron Highlanders of Canada, Puys de către Regimenul Regal Canadian și Berneval de către comandoul britanic nr. 3. În timpul deplasării spre Puys și Berneval, militarii aliați s-au intersectat cu un mic convoi naval german, având loc un schimb de focuri. Comandanții distrugătoarelor aliate HMS Brocklesby și ORP Ślązak au interpretat în mod greșit schimbul de focuri, considerând că vasele de debarcare au fost atacate de bateriile de coastă germane și nu au intervenit în sprijinul lor.

### Plaja Yellow

Nouă membri ai comandoului nr. 3 (cu căști din oțel) și un marinar la bordul unui vas de debarcare

Misunea locotent-colonelului John Durnford-Slater și a comandoului nr. 3 era executarea a două debarcări la aproximativ 3 km est de Dieppe pentru distrugerea bateriei de coastă de lângă Berneval. Bateria de artilerie putea bombarda plajele de debarcare de la Dieppe aflate la aproximativ 6,5 km vest. Cele trei tunuri de 170 mm și patru de 105 mm ale 2/770 Batterie trebuia să fie distruse mai înainte ca forța principală de debarcare să ajungă pe plajă.
Nava de debarcare a comandoului nr. 3 nu a fost avertizată în timpul deplasării spre plajă că urmau să se intersecteze cu un convoi naval german, în ciuda faptului că acesta din urmă fusese reperat de radarele britanice încă la 21:30. Un vas torpilor german, care asigura escorta unui petrolier, a torpilat vasele de debarcare și a scos din luptă vedeta rapidă nr. 5. O vedetă lansatoare de mine și un vas de debarcare echipat cu tunuri antiaeriene au ripostat, îndepărtând amenințarea navală germană, dar aliații suferiseră deja o serie de pierderi și, mai grav, apărarea de coastă germană fusese alertată, iar vasele de debarcare s-au dispersat. Doar 18 dintre vasele de debarcare au ajuns în dreptul plajei țintă. Membrii comandourilor au reușit să ajungă la bateria pe care trebuia să o atace și au început asaltul cu armamentul ușor de infanterie din dotare. Deși nu au reușit să distrugă tunurile, tirul britanicilor i-a împiedicat pe servanții pieselor de artilerie să execute un tir eficient. Nu se cunoaște vreo lovitură a acestei baterii care să își fi atins ținta – vasele de debarcare care atacau plaja de la Dieppe. Comandourile au fost forțate în cele din urmă să se retragă în fața atacului unor forțe inamice superioare.

### Plaja Orange
Misiunea locotenent-colonelului Simon Fraser și a comandoului nr. 4 (în rândurile căruia luptau și cei 50 de americani) a fost să execute două debarcări la aproximativ 9,5 km vest de plaja Dieppe pentru neutralizarea bateriei de coastă de la Varengeville. După o debarcare în forță pe flancul drept, militarii aliați au escaladat panta abruptă, au atacat și neutralizat bateria de artilerie formată din șase tunuri de 150 mm. Acesta a fost singura misiune încheiată cu succes a Operațiunii Jubilee.
Comandoul s-a retras conform planului la ora 7:30. Majoritatea soldaților comandoului nr. 4 s-au întors în siguranță în Anglia. Execuția impecabilă a misiunii a devenit un model pentru viitoarele asalturi ale comandourilor Royal Marine, ca parte a operațiunilor de debarcare. Simon Fraser a fost decorat cu Ordinul „Pentru Servicii Deosebite” pentru reușita raidului, iar căpitanul Patrick Porteous a fost decorat cu Crucea Victoria.

### Plaja Blue

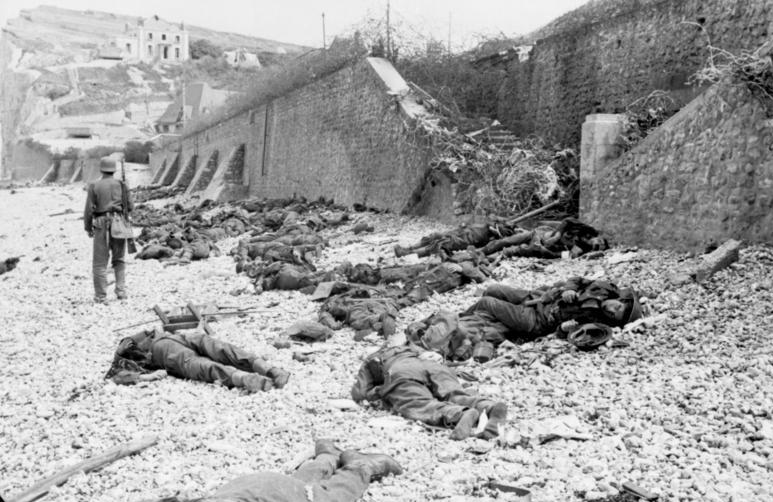
Trupurile soldaților canadieni uciși pe Plaja Blue. Militarii canadieni debarcați au fost blocați între plajă și malul înalt întărit cu garduri de sârmă ghimpată. Ei au căzut victime focului mitralierelor germane. Buncărul din care au fost mitraliați se vede în depărtare (aproximativ deasupra capului patrulei germane).

Lupta scurtă dintre convoiul german și vasele aliate de debarcare care transportau comandoul nr. 4 i-a alarmat pe apărătorii germani ai Plajei Blue. Debarcarea de lângă Puys a Regimentului Regal Canadian, a trei plutoane de vânători de munte canadieni și a unui detașament de artilerie urmărea neutralizarea cuiburilor de mitralieră și a bateriilor de artilerie care apărau plaja din fața orașului Dieppe.
Debarcarea aliată a fost întârziată cu 20 de minute, iar perdelele de fum artificial care ar fi trebuit să mascheze asaltul s-au risipit. În acest fel, canadienii au pierdut avantajul surprizei și al întunericului, iar germanii au avut timp să se pregătească pentru respingerea atacului. Militarii germani amplasați în poziții defensive bine fortificate au reușit să oprească atacul canadian chiar pe plajă. Imediat după debarcare, soldații s-au găsit blocați în spatele malului înalt, care îi împiedica să mai înainteze. Regimentul Regal Canadian a fost practic anihilat — din cei 556 de soldați debarcați, 200 au fost uciși și 264 au fost luați prizonieri.

### Plaja Green
Pe Plaja Green, la aceeași oră cu debarcarea comandoului nr. 4, a debarcat Regimentul South Saskatchewan și s-a îndreptat spre Pourville. Debarcarea a avut loc la 4:52, fiind o surpriză totală pentru apărătorii germani, care nu au apucat să deschidă focul împotriva canadienilor de pe plajă. Din nefericire, pe drumul spre plajă, unele dintre vasele de debarcare s-au abătut de la curs și o bună parte a unui batalion a ajuns la mare depărtare de locația planificată, la vest de râul Scie, (în loc de estul cursului de apă). Din această cauză, militarii, care aveau ca obiectiv cucerirea dealurilor de la est de localitate, a trebuit să intre în Pourville după traversarea râului pe singurul pod existent. Mai înainte ca atacatorii să ajungă la pod, germanii au avut timp să plaseze mitraliere și tunuri antitanc cu ajutorul cărora au organizat o apărare eficientă. Locotenent-colonelul Charles Merritt, comandantul regimentului, a ordonat efectuarea mai multor tentative de traversare a podului, care s-a acoperit la un  moment dat cu trupurile canadienilor uciși. În ciuda unor atacuri repetate, militarii Regimentului South Saskatchewans și vânătorii de munte, care au venit în urma lor, nu au reușit să își îndeplinească misiunea. Chiar dacă unii dintre vânătorii de munte au reușit să înainteze mai mult decât oricare alți participanți la raid, ei au fost forțați în cele din urmă să se retragă din fața rezervelor germane aduse în grabă pe câmpul de luptă. Canadienii au suferit pierderi importante — doar 341 militari au mai reușit să se reîntoarcă la vase și să se îmbarce. Charles Merritt a fost decorat cu Crucea Victoria pentru meritele dovedite pe câmpul de luptă.

### Stația radar de la Pourville

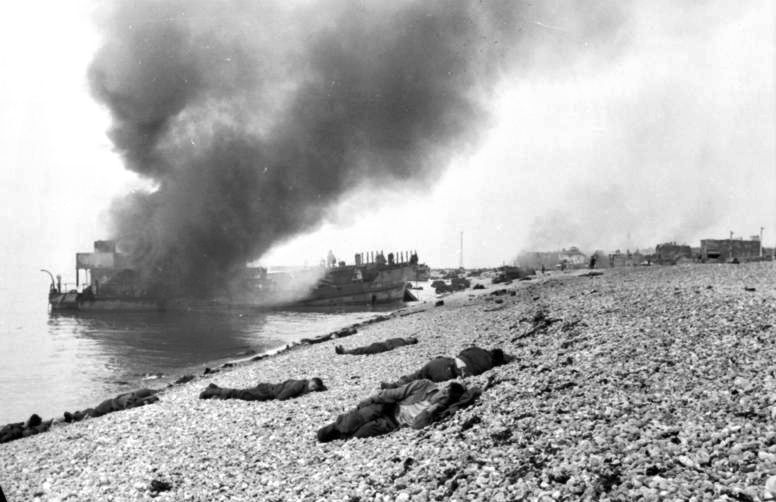
O imagine luată de pe plaja de debarcare – un vas de debarcare distrus de focul artileriei, cadavrele canadienilor uciși pe plajă. În dreapta se vede un amplasament betonat pentru mitraliere, care puteau acoperi cu foc toată plaja. Se poate remarca din poză înclinarea ridicată a plajei

Unul dintre obiectivele Raidului de la Dieppe a fost evaluarea performanțelor tehnice a stației germane radar de pe dealul de este de Pourville. Această misiune a revenit sergentului de aviație Jack Nissenthall, specializat în instalații de radiolocație. Jack Nissenthall urma să fie însoțit pe toată perioada acțiunii de un grup de 11 soldați, destinat pazei sale. El urma să pătrundă în stația radar germană și să încerce să afle cât mai mult despre aceasta. Nissenthall se oferise voluntar pentru această misiune fiind pe deplin conștient că, datorită vastelor sale cunoștințe în domeniul tehnologiei radar a aliaților, subunitatea care îl însoțea nu era destinată doar pazei sale, ci că avea ordinul să îl ucidă dacă era în primejdie să fie capturat de germani. Pentru a preveni eventualitatea capturării, Jack Nissenthall primise de asemenea și o pastilă de cianură.
Lordul Mountbatten a declarat după război lui James Leasor, autorul cărții Green Beach, că dacă și-ar fi dat seama că escorta lui Nissenthall avea ordinul să îl ucidă decât să îl lase să fie capturat, l-ar fi anulat imediat. Nissenthall și militarii care îl însoțeau nu au reușit să intre în stația radar datorită apărării eficiente germane. Nissenthall a reușit însă să se târască sub focul inamic până în spatele stației și tăiat toate cablurile telefonice. Echipa stației radar a fost nevoită să transmită informațiile prin radio, aceste transmisii fiind interceptate de stațiile de ascultare britanice. Aliații au aflat astfel informații importante despre locațiile și densitatea radarelor germane de-a lungul țărmului Canalului Mânecii, iar rezultatele obținute i-au convins pe comandanți să aloce resurse pentru bruierea lor. Din echipa de 12 oameni care au atacat stația radar, doar Nissenthall și un alt soldat s-au mai reîntors în Anglia. După război, Nissenthall și-a schimbat numele în Nissen.

## Debarcările principale ale canadienilor

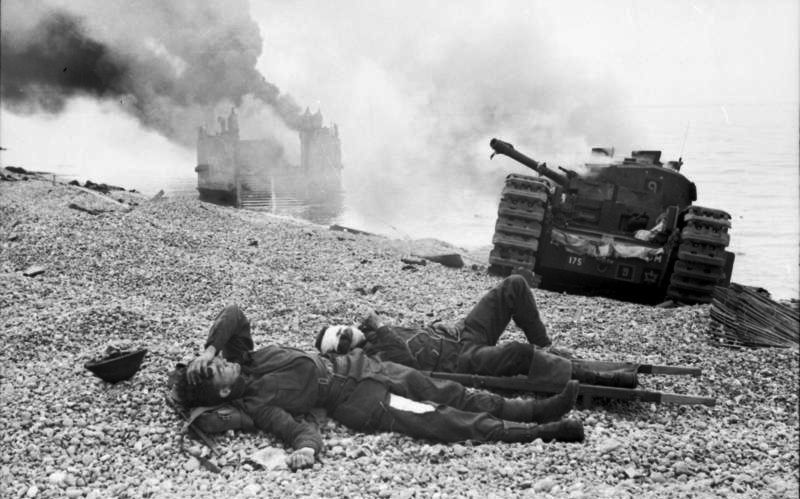
Răniți canadieni după raid. În fundal se văd un tanc abandonat și un vas de debarcare incendiat.

Chiar înainte de debarcare, patru distrugătoare aliate au bombardat plaja. La ora 5:15, cinci escadrile RAF Hurricane au bombardat instalațiile apărării germane și au lansat o perdea de fum pentru protejarea trupelor de asalt. Între 5:20 și 5:23, la 30 de minute după debarcările inițiale, principala forță de asalt formată din scoțieni Essex și infanteria ușoară Hamilton și-a început asaltul. Infanteria trebuia sprijinită de tancurile Churchill ale regimentului al 14-lea canadian, a căror debarcare începuse în același timp, dar a ajuns pe plajă mai târziu. Astfel, cele două regimente de infanterie au fost obligate să atace fără sprijinul blindatelor. Atacul infanteriei a fost întâmpinat de apărătorii germani cu focul susținut al mitralierelor grele din amplasamentele săpate în faleze. Atacatorii nu au reușit să îndepărteze obstacolele întâlnite în cale, nu au putut escalada malul înalt și au suferit pierderi grele. Numai 29 de tancuri au fost debarcate. Două dintre aceste s-au scufundat în apa prea adâncă, iar alte 12 au rămas împotmolite în nisipul plajei. Doar 15 tancuri au reușit să traverseze malul înalt al plajei. Imediat după aceea, blindatele au fost oprite în înaintarea spre oraș de o serie de obstacole antitanc. Comandanții tancurilor au hotărât că, dacă nu pot înainta spre oraș, trebuie să se întoarcă pe plajă, unde să acopere cu foc trupele aflate acum în retragere. Niciun tanc nu a mai fost transportat înapoi în Anglia. Toate echipajele tancurilor debarcate au fost fie ucise, fie capturate de germani.

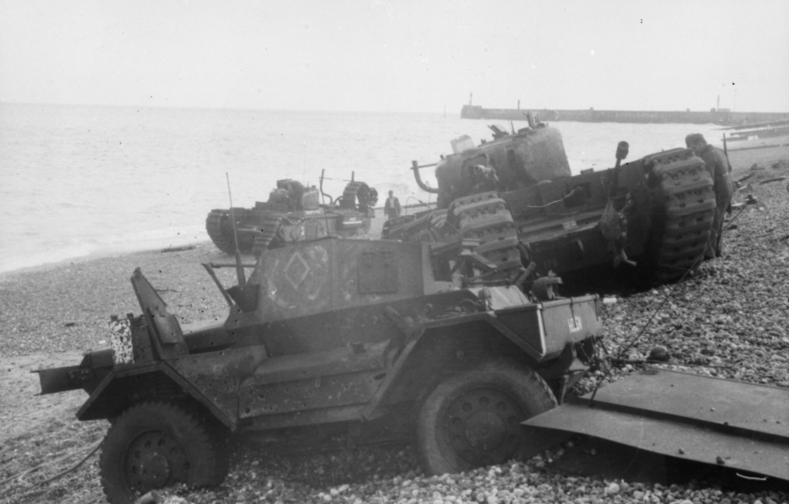
Trei blindate abandonate pe plaja pietroasă: un autoblindat Daimler Dingo și două tancuri Churchill. Tancul din planul apropiat este dotat cu un aruncător de flăcări. Tancul din planul îndepărtat are o șenilă distrusă. Ambele tancuri au prelungitoare ale eșapamentelor care să le permită să înainteze prin apa de la mal.

Generalul Roberts, în lipsa informațiilor de pe plajă și în condițiile în care vizibilitatea era împiedicată încă de perdeaua de fum pentru protejarea infanteriei, a hotărât să mai trimită pe plajă două unități de rezervă: Fusiliers Mont-Royal și infanteriștii marini. La ora 7:00, fusilierii de sub comanda locotenent-colonelului Dollard Ménard îmbarcați în 26 de vase de debarcare au pornit spre plajă. Acest val de debarcare a fost lovit din greu de focul mitralierelor grele, mortierelor și grenadelor. Doar o mână de oameni dintre ei a reușit să mai ajungă în oraș. Cum militarii primului val erau blocați în fața falezelor înalte, Roberts le-a ordonat pușcașilor marini să debarce și să le vină în ajutor. Dar pușcașii marini nu erau gata să intre imediat în luptă și a trebuit să fie transferați de pe vedetele lor rapide în vasele de debarcare. Vasele de debarcare ale pușcașilor marini au fost atacate în timpul deplasării spre plajă, unele dintre ele fiind scufundate, altele avariate. Pușcașii marini care au reușit totuși să debarce au fost uciși sau luați prizonieri. În fața acestui dezastru, comandantul pușcașilor marini, locotenent-colonelul Phillipps, s-a urcat pe marginea vasului său de debarcare la pupa ca să semnalizeze vaselor care se îndreptau spre plaje să abandoneze misiunea. El a fost ucis aproape imediat de focul inamic.
În timpul raidului, un pluton de artileriști (mortiere) din regimentul de vânători de munte Calgary de sub comanda locotenentului F. J. Reynolds, aflați pe vasul de debarcare a tancurilor, au rămas la bord. Sergenții Lyster și Pittaway au fost menționați prin ordinul de zi pentru participarea la doborârea a două avioane germane.
La ora 11:00 a început retragerea generală a supraviețuitorilor asaltului, în condițiile unui foc susținut al germanilor. Retragerea s-a încheiat la ora 14:00.

## Bătălia aeriană
Operațiunile aeriene pentru sprijinirea debarcărilor Operațiunii Jubilee au avut ca rezultat unele dintre cele mai dure încleștări aviatice de până atunci. RAF avea ca obiectiv principal să asigure o „umbrelă” de protecție a vaselor de debarcare și militarilor deja aflați pe plajă. În plus, avioanele aliaților trebuiau să atragă aparatele de zbor germane într-o luptă de uzură și să le forțeze să acționeze conform tacticii alese la Londra. Pentru această operațiune au fost repartizate 48 de escadrile de avioane de vânătoare Supermarine Spitfire, 8 escadrile  de Hawker Hurricane 6 de avioane de vânătoare-bombardament Douglas Boston, 4 de recunoaștere P-51 Mustang și patru de bombardiere. Lor li se opuneau aproximativ 120 de avioane de vânătoare și un număr de bombardiere folosite în lupta împotriva vaselor de suprafață.
Deși, la începutul debarcării, răspunsul aviației de vânătoare germane a întârziat, pe parcursul zilei aviatorii germani și-au adus o contribuție importantă la respingerea asaltului aliat. Aviația aliată a avut un succes limitat în misiunea de protejare a forțelor proprii, în principal datorită depărtării de bazele operaționale. Avioanele Spitfire erau practic la limita razei lor de acțiune, unele neavând combustibil decât pentru cinci minute de zbor deasupra zonei de luptă.

## Operațiunea pentru capturarea rotorului Enigma
Cercetările făcute de istoricul militar David O’Keefe de-a lungul unei perioade de aproximativ 15 ani a dus la descoperirea a 100.000 de pagini de documente militare britanice clasificate care se refereau la o misiune secretă de sub comanda lui Ian Fleming (autorul de mai târziu al seriei de cărți de spionaj James Bond). Misiunea Comandoului nr. 30, care coincidea cu debarcarea de la Dieppe, viza capturarea unui rotor de la noua mașină de criptat Enigma, manualul de coduri aferente și setări ale rotorului. Naval Intelligence Division (NID) a făcut planurile pentru această acțiune cu scopul ușurării muncii criptanaliștilor de la Bletchley Park și a sprijinirii proiectului Ultra.
Noua mașină Enigma cu 4 rotoare complica foarte mult munca criptanaliștilor, iar obținerea unui exemplar ar fi permis aliaților să obțină noi informații. Raidul a fost însă un eșec.

## Urmări

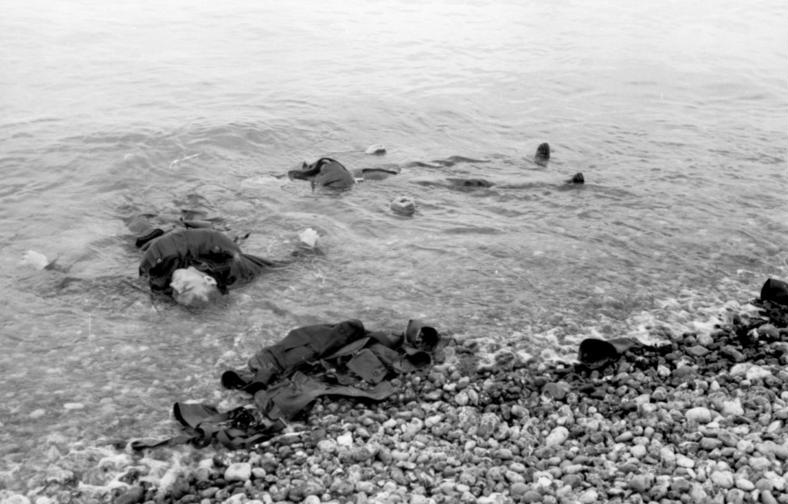
Trupurile soldaților canadieni morți în luptele de la Dieppe, august 1942

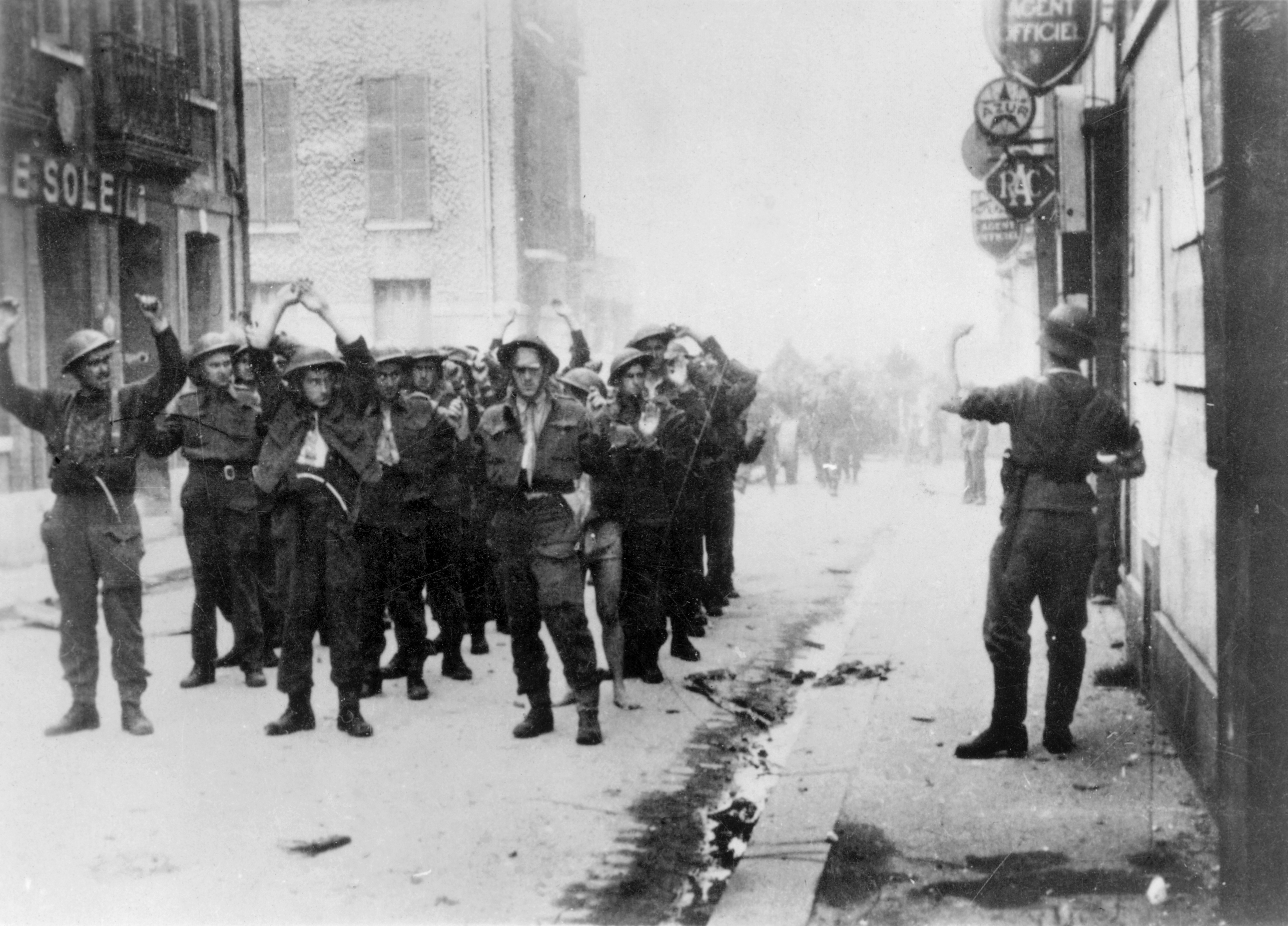
Prizonieri canadieni conduși spre locul de internare, după eșecul raidului de la Dieppe. Credit: Library and Archives Canada / C-014171

Din contingentul de aproape 5.000 de soldați canadieni participanți la operațiune, 3.367 au fost uciși, răniți sau luați prizonieri, ceea ce rezultă într-o rată a pierderilor excepțional de ridicată – 68 %. Britanicii au pierdut 247 oameni dintre cei 1.000 de luptători de comando. Royal Navy a pierdut 550 de morți și răniți, distrugătorul HMS Berkeley și 33 de vase de debarcare. RAF a pierdut 106 avioane, față de cele doar 48 pierdute de Luftwaffe. Germanii au pierdut la rândul lor 591 de oameni.
În ciuda hotărârii și vitejiei de care au dat dovadă soldații canadieni în fața inamicului, soarta lor a fost decisă în cele din urmă de factori asupra cărora nu au putut interveni în niciun fel. În ciuda criticilor aduse lipsei experienței de luptă a canadienilor, trebuie subliniat că planificatorii aliați nu aveau niciun fel de experiență în domeniul debarcărilor amfibii. Niciunul dintre ei nu a prevăzut o rată a pierderilor atât de ridicată. Datorită noutății absolute a atacului, comandanții superiori au decis efectuarea unor preparative minime, iar erorile strategice și tactice au dus la pierderea unui număr atât de însemnat de vieți omenești, în special în rândurile canadienilor.

## Raidul
Pierderile de la Dieppe au fost considerate în anumite medii drept un rău necesar. Mountbatten a justificat mai târziu raidul afirmând că lecțiile învățate la Dieppe în 1942 au fost folosite cu folos mai târziu în război. El a declarat la un moment dat „Nu am nicun dubiu că Bătălia Normandiei a fost cucerită pe plajele de la Dieppe. Pentru fiecare om care a murit la Dieppe, cel puțin alți 10 au fost cruțați în Normandia în 1944”. Cu privire la raidul de la Dieppe, Winston Churchill a afirmat că „Impresia mea cu privire la Jubilee este că rezultatele justifică pe de-a-ntregul pierderile grele” și că „a fost o contribuție canadiană de cea mai mare importanță la victoria finală”.
Pentru canadieni, raidul a fost un dezastru major. Dintre cei 5.000 de canadieni, peste 900 au fost uciși (18 %), iar 1.874 luați prizonieri (37 %).
Singurul succes a fost anihilarea de către comandourile britanice a bateriilor de coastă germane de la Varengeville and Berneval.
Debarcarea din nordul Africii a beneficiat de lecțiile de la Dieppe și a avut loc trei luni mai târziu, iar debarcarea din Normandia avea să aibă loc peste alți doi ani.

### Propaganda germană

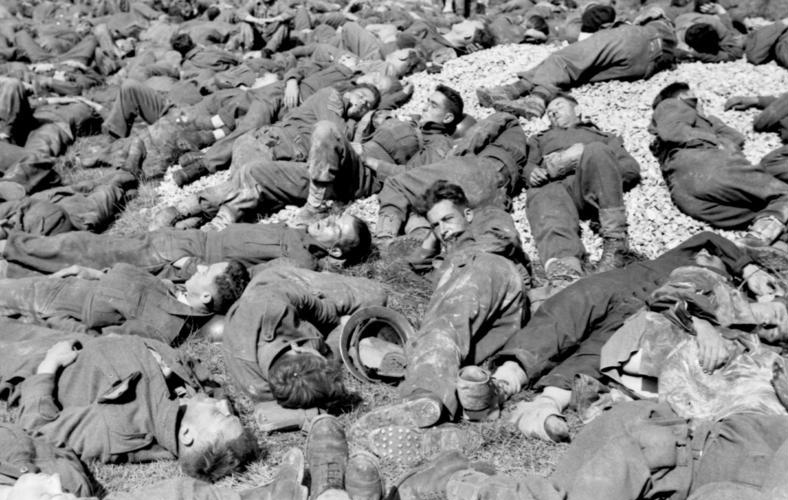
Prizonieri britanici la Dieppe, august 1942

Dieppe a fost pe bună dreptate considerată o lovitură de imagine pentru Germania. Propaganda Reichului a descris operațiunea militară aliată ca pe o „glumă” militară, subliniind că timpul petrecut pentru planificarea unui asemenea atac, combinat cu pierderile uriașe suferite de atacatori, subliniau incompetența crasă a comandanților. Valoarea propagandistică a materialelor germane a fost crescută de încetineala cu care au fost publicate informațiile oficiale britanice. Mass media aliată a luat cunoștință de amploarea eșecului din sursele germane. Toate eforturile propagandei germane urmăreau ridicarea moralului poporului german, afectat de creșterea intensității bombardamentelor strategice aliate asupra orașelor germane și de complicarea situației militare pe frontul de răsărit.

### Bătălia aeriană
Comandamentul aviației de vânătoare britanice a pretins că avioanele RAF au provocat pierderi grele Luftwaffe. De fapt, situația a fost diferită. Cifrele finale sunt încă subiect de discuție. Unele dintre surse indică pierderi aliate care se ridică la 106 aparate de zbor: 88 de avioane de vânătoare (din care 44 Spitfire), 10 avioane de recunoaștere și 8 bombardiere. 14 avioane RAF au fost pierdute din alte cauze, precum accidentele. Alte surse sugerează că au fost pierdute 28 de bombardiere, iar numărul total de avioane de vânătoare Spitfire distruse sau avariate este de 70. Luftwaffe a pierdut în timpul raidului 48 de avioane. Dintre acestea, 28 de avioane erau bombardiere, jumătate din numărul cărora erau Dornier Do 217. Printre pierderile germane s-au numărat 20 de avioane de vânătoare Fw 190 și 14 piloți uciși.

### Tratamentul aplicat prizonierilor de război
Pe 19 august 1942, generalul de brigadă canadian William Wallace Southam, participant la raid, a luat cu el o copie a unui document operațional clasificat strict secret, în ciuda ordinelor explicite care interziceau așa ceva. Mai înainte să se predea, el a încercat să îngroape documentul în nisipul plajei, dar a fost văzut de germani, care au recuperat ordinul. Planul, criticat mai apoi pentru dimensiunile și pentru complexitatea inutile, cerea forțelor canadiene participante la raid (nu și membrilor comandourilor) să îi lege pe prizonieri. După încheierea luptelor, se afirmă de către partea germană că s-ar fi găsit prizonieri germani împușcați, cu mâinile legate la spate.
Când a aflat despre aceasta, Adolf Hitler a ordonat încătușarea prizonierilor canadieni, iar această acțiune a provocat reacția părții britanice, care a ordonat încătușarea prizonierilor germani deținuți în Canada. În ciuda faptului că partea canadiană s-a opus unui asemenea plan, care i-ar fi primejduit pe prizonierii canadieni din Germania, ea a aplicat până la urmă măsura. Până în cele din urmă, ordinele pentru încătușarea prizonierilor au fost abandonate atât de germani cât și de canadieni după intervenția Crucii Roșii Internaționale.
Germanii au decis să răsplătească orașul pentru neimplicarea locuitorilor săi în sprijinirea atacului aliat. Astfel, s-a hotărât ca prizonierii de război, originari sau care au locuit în perioada interbelică în Dieppe, să fie lăsați în custodia locuitorilor orașului. Pe 12 septembrie, un tren cu 1.500 de prizonieri de război francezi a sosit la Dieppe. În plus, Hitler a premiat orașul pentru „disciplina și calmul perfecte” manifestate de locuitorii săi în timpul luptelor cu suma de 10 milioane de franci, pentru repararea distrugerilor provocate în timpul raidului.

### Starea de pregătire a apărării germane

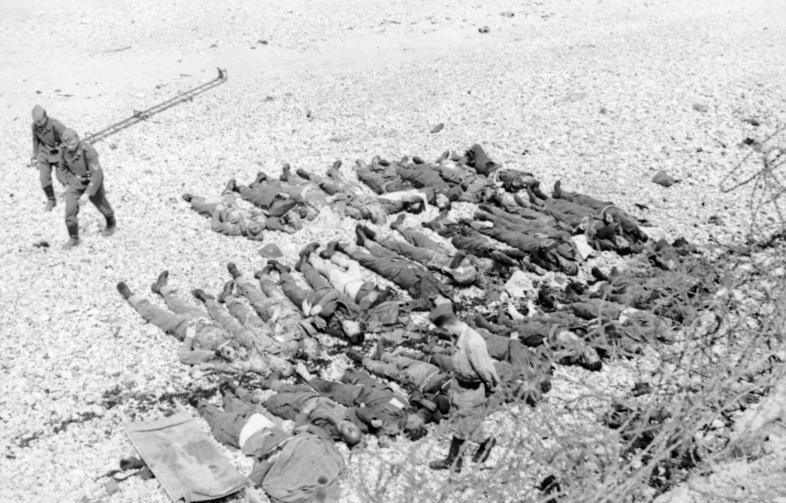
Victime canadiene și britanice la Dieppe, august 1942

Amploarea eșecului aliat a adus în discuție posibilitatea ca germanii să fi avut informații cu privire planurile raidului. Într-o anumită măsură, o asemenea posibilitate trebuie luată în considerație: apărarea secretului în regiunea din care s-a lansat operațiunea nu a fost asigurată corespunzător. Ar fi fost nevoie doar de un observator atent și urmărirea scurgerilor de informații de la participanții la preparativele de luptă care nu își cenzurau comunicarea. Trebuie luată în considerație și acțiunea BBC care a lansat apeluri radio destinate civililor francezi, sfătuiți să evacueze regiunile costiere ale Franței ocupate în „eventualitatea” lansării unei acțiuni.
Declarațiile și memoriile de război ale veteranilor canadieni care au participat la debarcarea de la Dieppe coincid în punctul în care susțin că germanii păreau pregătiți din timp să respingă debarcarea. Astfel, în momentele premergătoare debarcării, când soldații se pregăteau să țâșnească pe plajă, vasele de debarcare au fost lovite de focul artileriei cu o precizie uimitoare. Numărul mare al acestor mărturii a făcut ca guvernul canadian să tragă concluzia la sfârșitul anului 1942 că „germanii par să fi avut numeroase avertismente cu privire la raid și au făcut preparative detaliate pentru abordarea acestuia”. Locotenent-colonelul Labatt a afirmat că a văzut semne pe plajă folosite pentru antrenamentele servanților de mortiere, care păreau plasate aici de puțină vreme.
Părerea conform căreia germanii au primit informații detaliate și corecte cu privire la atacuri au fost întărite de declarațiile unor prizonieri de război germani. Maiorul C. E. Page a aflat în timpul interogatoriului unui prizonier german că patru batalioane de mitraliere au fost aduse în regiune anume pentru respingerea unui posibil atac. Mărturiile obținute din timpul interogatoriilor prizonierilor germani și a cetățenilor francezi au fost suficient de numeroase pentru a-i convinge pe canadieni că germanii erau gata cu pregătirile pentru respingerea atacului aliat cu câteva săptămâni mai înainte de declanșarea operațiunii.
Istoricii militari cred în zilele noastre că deși este de presupus că germanii se așteptau la un atac undeva de-a lungul liniei litoralului francez, nu există suficiente dovezi ale preparativelor făcute pentru respingerea unei debarcări la Dieppe la o anumită dată. Susținătorii acestui punct de vedere amintesc că au existat subunități canadiene, precum cele de pe Plaja Green, care au debarcat fără să întimpine vreo opoziție. Locotenent-colonelul Merrit a fost unul dintre militarii care a considerat că este improbabil ca germanii să fi avut informații despre debarcare. Un asemenea punct de vedere este susținut și de faptul că militarii comandoului nr. 4 au raportat că atacul împotriva bateriilor de artilerie care căzuse în sarcina lor a fost un succes și datorită surprizei totale. În aceste condiții, declarațiile prizonierilor de război germani, care au spus că se așteptau la atac pot fi considerate doar propagandă.

### Cimitirul militar de la Dieppe

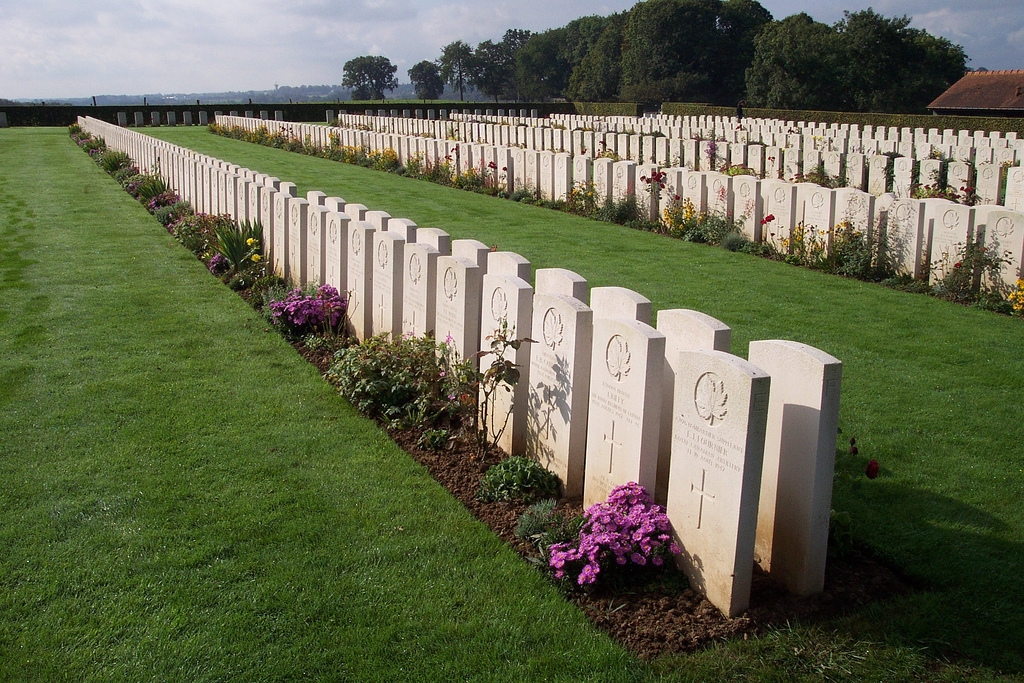
Cimitirul militar canadian de la Dieppe

Corpurile militarilor aliați căzuți în luptă au fost înhumate la început într-o groapă comună, dar au fost reînhumate mai târziu la marginea orașului St Aubin sur Scie. Dispunerea pietrelor de mormânt, atipică pentru cimitirele militare ale Commonwealthului, respectă mai degrabă tradiția germană – plasate pe două rânduri, spate în spate. După eliberarea regiunii Dieppe în timpul Operațiunii Fusilade din 1944, au fost înlocuite pietrele de mormânt, dar modul lor de amplasare a rămas neschimbat, pentru a nu deranja rămășițele pământești ale celor căzuți la datorie.

### Ordine și medalii
Au fost decernate trei Victoria Cross: căpitanului Porteous (Comandoul nr. 4), reverendului John Weir Foote (preotul militar al regimentului de infanterie ușoară regală Hamilton) și colonelului Merritt (regimentul South Saskatchewan). Porteous fusese grav rănit. Foote și Merritt se aflau în prizonierat. În ciuda eșecului misiunii, generalului Roberts i-a fost acordat Distinguished Service Order.

### Analiza germană a raidului

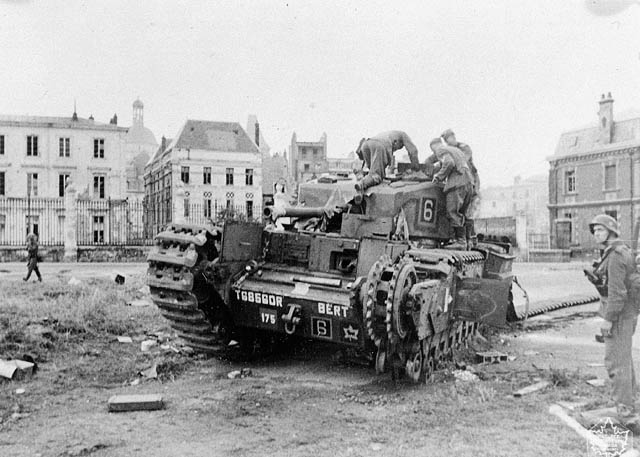
Soldații germani examinează un tanc Churchill pe plaja de la Dieppe

Germanii au intrat în posesia unei copii a planului debarcării și au avut posibilitatea să facă o analiză aprofundată a operațiunii. Ofițerii superiori germani nu au fost impresionați de plan. Generalul Conrad Haase a considerat „de neînțeles” faptul că planificatorii aliați s-au așteptat ca o singură divizie să fie capabilă să depășească un regiment german sprijinit de artilerie. El a mai adăugat că „puterea forțelor navale și aeriene a fost complet insuficientă pentru suprimarea apărării în timpul debarcărilor”. Generalul Kuntzen a considerat că a fost „de neconceput” ca debarcările de infanterie de la Pourville să nu fie sprijinite și de debarcarea unor blindate.
Germanii au apreciat ca fiind modeste caracteristicile tehnice al tancurilor Churchill părăsite pe plajă după retragerea aliaților. Un raport tehnic asupra respectivelor blindate aprecia că acel model de tanc nu reprezintă o problemă pentru germani. Tunul cu care era dotat tancul britanic era „slab și perimat”, iar blindajul era net inferior mașinilor de luptă germane sau sovietice aflate în uz.
Germanii considerau pe bună dreptate că aliații aveau să tragă învățăminte din operațiunea eșuată. Von Rundstedt nota că ambele tabere vor face evaluări ale debarcării și că o nouă tentativă de debarcare va fi mai greu de respins.

### Analiza aliată a raidului
Lecțiile învățate la Dieppe au devenit un exemplu a ceea ce nu trebuia făcut în următoarele operațiuni amfibii și au asigurat creionarea planului debarcărilor din Normandia de peste doi ani. Eșecul de la Dieppe au evidențiat câteva aspecte importante: 
1. Debarcarea trebuie să primească sprijin de artilerie și prin bombardamente aeriene;[13]
2. Debarcarea trebuia să beneficieze de factorul surpriză;
3. Erau necesare informații sigure cu privire la fortificațiile inamicului;
4. Trebuia evitată pe viitor atacarea frontală a unui oraș-port fortificat; și
5. În caz de eșec, retragerea trebuia asigurată cu vase corespunzătoare pentru reîmbarcarea trupelor.[33]

Ca urmarea a concluziilor trase după raidul de la Dieppe, britanicii au dezvoltat o gamă variată de vehicule blindate specializate, care permitea geniștilor să execute cea mai mare parte a sarcinilor lor protejați de blindaje — vestitele „Drăcii ale lui Hobart”. Operațiunea de la Dieppe a scos în evidență incapacitatea de la acea vreme a RAF de a asigura un sprijin corespunzător forțelor terestre și acest fapt a dus la crearea unei Forțe Tactice Aeriene specializată în sprijinirea principalelor ofensive terestre.
O altă urmare a acestui raid eșuat a fost renunțarea la părerea planificatorilor militari aliați conform căreia era necesară cucerirea unui port important pentru crearea celui de-al doilea front european. Concluzia la care s-a ajuns a fost aceea că bombardamentele necesare distrugerii apărării germane ar fi scos practic din funcție toate instalațiile portuare și ar fi făcut portul de nefolosit. S-a luat decizia să se construiască instalații portuare prefabricate (care aveau să devină cunoscute sub numele de cod „Mulberry”, care să fie remorcate până în fața plajelor mai slab apărate, unde să fie folosite pentru aducerea de rezerve și provizii.
Howard Large, un veteran al raidului de la Dieppe, rănit în timpul atacului și luat prizonier de germani, avea să îi caracterizeze astfel pe planificatorii și comandanții aliați care au organizat operațiunea: „Au fost iresponsabili!”

## Resurse internet
- WWII: The Dieppe Raid - Canada at War Arhivat în 10 februarie 2012, la Wayback Machine.—fotografii, filme, informații șa. * The Dieppe Raid Arhivat în 6 martie 2014, la Wayback Machine.—Juno Beach Centre
- Raid on Dieppe
- The Contentious Legacy of Dieppe—CBC Digital Archives
- The Dieppe Raid Arhivat în 9 martie 2012, la Wayback Machine.
- A Look at the Dieppe Raid through Air Photographs— Laurier Centre for Military Strategic and Disarmament Studies, Wilfrid Laurier University
- „No. 38045”. The London Gazette (invalid |supp= (help)). 12 august 1947. London Gazette uses unsupported parameters (help) Operation Jubilee Official despatch and narrative submitted by Naval Force Commander Captain John Hughes-Hallett on 30 august 1942.